# Três Rios (kommun)
Três Rios är en kommun i Brasilien.   Den ligger i delstaten Rio de Janeiro, i den sydöstra delen av landet, 900 km sydost om huvudstaden Brasília. Antalet invånare är 77 503.
Följande samhällen finns i Três Rios:
- Três Rios

Omgivningarna runt Três Rios är huvudsakligen savann. Runt Três Rios är det glesbefolkat, med 20 invånare per kvadratkilometer.